# 一宮ゆい
一宮 ゆい（いちみや ゆい、2000年（平成12年）8月30日 - ）は、日本のアイドル、虹のコンキスタドールのメンバー。担当カラーは紫。群青の世界の元メンバー。ディアステージ所属。茨城県出身。

## 略歴
- 2018年12月23日：渋谷WWWにて群青の世界のメンバーとしてデビュー。
- 2019年9月1日：TSUTAYA O-nestにて初めての生誕祭を開催。
- 2022年1月31日：初のデジタル写真集『小動物系彼女とボクの青春』（週刊プレイボーイ）を発売[1]。
- 2023年6月30日：初の映画出演作品札束と温泉が公開[2]。
- 2023年12月23日：現体制終了ライブをもって群青の世界を卒業。
- 2024年4月5日：虹コン10周年特別公演にて虹のコンキスタドールに予科生として加入[3]。
- 2025年3月30日：ライブツアー「虹のコンキスタドール SPRING TOUR 2025 『君の明日が晴れるなら』」東京公演にて虹のコンキスタドール本科生に昇格[4]。

## 人物
- 家族構成は不明。母のことをマミーポコと呼ぶ。
- 趣味はメイク、お買い物、豆知識収集、映画鑑賞。特にゾンビものに目がない。
- 特技は八の字眉毛。
- 憧れのアイドルは小嶋陽菜。デビュー前は個別握手会にも参加していた[5]。
- 好きなキャラクターはおぱんちゅうさぎ。

## 出演

### テレビ
- 13分のステージ（2020年4月）
- 関内デビル（2020年10月、2023年8月、テレビ神奈川）
- Tune（2023年12月、フジテレビジョン）

### ラジオ
- rock field 897（2020年5月、InterFM897）
- らじいしワイド 764（2022年5月、ラジオ石巻）
- 清水理子の「りこぴん」と呼んで！from 虹のコンキスタドール（2024年5月他、Audee）
- GIRLS♥GIRLS♥GIRLS =FULL BOOST= 虹コンの征服ちゅうずでぃ（2025年2月11日～、エフエム富士、毎週火曜に放送）

### 雑誌
- MERQUEE（マーキー）Vol.136（2019年12月）
- MERQUEE（マーキー）Vol.141（2021年1月）
- BRODY2月号（2021年1月）
- Top Yell NEO 2021 SUMMER（2021年6月）
- 週刊プレイボーイ7号（2022年1月）
- BIG ONE GIRLS 2024年 夏 SUMMER 6月号NO.080（2024年5月）
- Top Yell NEO 2024 SUMMER（2024年7月）

### インターネット

#### ゲスト出演
- giRLs talk !!! 1.（2019年12月、楽天LIVE）
- giRLs talk !!! 2.（2020年3月、楽天LIVE）
- 矢口真里の火曜The NIGHT（2020年4月15日、AbemaTV）

#### レギュラー番組
- 群青ってなにいろ？（2020年10月3日～、YouTube、隔週月曜に放送）

### 舞台
- 舞台「13月の女の子」（2019年6月29日～7月7日、新宿シアターモリエール）

### イベント
- 群青の世界でのイベントについては「群青の世界」を参照
- 東京都荻窪警察署の一日警察署長として交通安全パレードとトークショーに参加[6]